# Corita

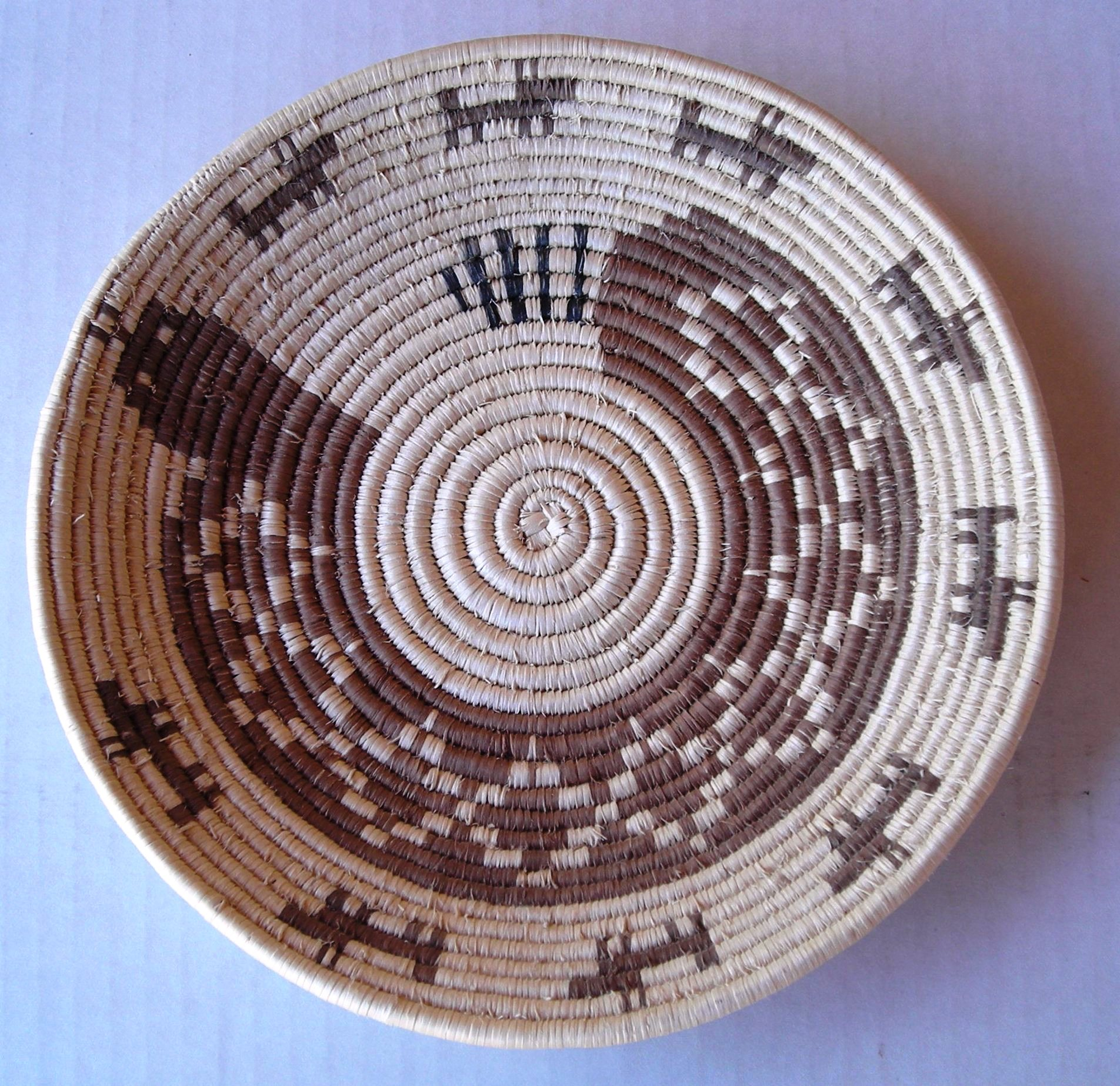
Cesta corita

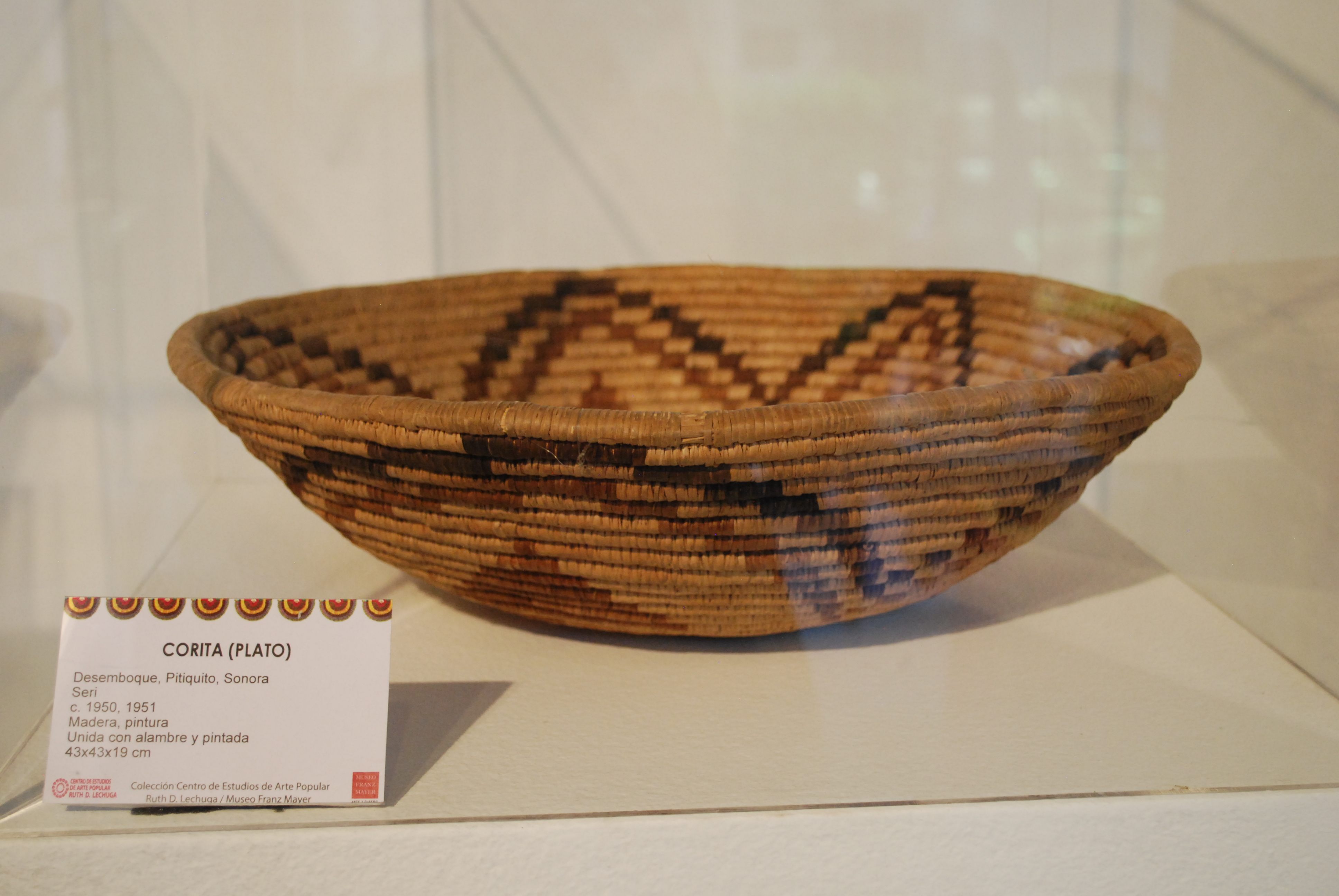
Corita (1950) de la colección del Encuentro de las Colecciones de Arte Popular Valoración y Retos en el Museo Franz Mayer en la Ciudad de México.

La corita es un tipo de cesta con forma globular y extendida con brillantes colores hecha por artesanos seris, principalmente mujeres. Se elaboran a partir de la fibra del Torote prieto (Jatropha cuneata), llamado Haat en lengua comca’ac, un arbusto típico del desierto, considerado sagrado para ellos.
Se realizan en un tejido muy delgado con diseños y colores vegetales que los artesanos preparan, lo que las distingue como piezas únicas. Es un proceso muy laborioso, las mujeres del grupo,  buscan las ramas y las tuestan en el fuego para eliminar la corteza, con el apoyo de sus dientes van rasgando tiras de diferentes tamaños, dependiendo del diseño, tamaño y complejidad del tejido. Después agrupan las tiras en pequeños bultos y las tiñen con productos vegetales, para el color negro utilizan la corteza del árbol del mezquite o lo extraen del chamizo; para el color marrón o café utilizan la raíz del cosohue o heepol, machacada y cocida; el color amarillo se obtiene de la flor de golondrina que llaman xométte. Una vez teñidas se sumergen en agua de mar para mejorar su flexibilidad, reafirmar su color y protegerlas de termitas o algún otro animal.
En el comercio realizan siete diferentes tipos de coritas y canastos. Los diseños geométricos y de animales tradicionales de los comca´ac se complementan con otro tipo de diseños que pueden ser navajos, pimas y apaches. Los precios de la cestería seri son más altos en comparación con el resto de cestería de México, pero más bajo que las piezas elaboradas por las tribus de los Estados Unidos, cuyo valor y autenticidad están protegidos por Ley.